# فرني سنويل
فرني سنويل (بالهولندية: Ferne Snoyl) (8 مارس 1985 بلايدسخيندام في هولندا - ) هو لاعب كرة قدم هولندي في مركز الدفاع. لعب مع آر كي سي فالفيك وإن إي سي نيميخن ودين بوستش وفاينورد ونادي أبردين ونادي أويبست وناك بريدا.

## روابط خارجية
- فرني سنويل على موقع قاعدة بيانات كرة القدم.إي يو (الإنجليزية)
- فرني سنويل على موقع Soccerway.com (الإنجليزية)